# Гусь, Анатолий Никитович
Анатолий Никитович (Никитич) Гусь (5 мая 1944, Безлюдовка, УССР — 18 октября 2023, Москва) — советский и российский дирижёр и педагог, Народный артист РСФСР (1987). Главный дирижёр Ансамбля народного танца имени Игоря Моисеева.

## Биография
Анатолий Никитович (Никитич) Гусь родился в пгт Безлюдовка (Украина) 5 мая 1944 года.
В 1967 году окончил Институт им. Гнесиных по классу дирижирования.
С 1974 года работал главным дирижёром симфонического оркестра Государственного Академического ансамбля народного танца под руководством И. Моисеева (сейчас Ансамбль народного танца имени Игоря Моисеева). Все последние работы Игоря Моисеева такие, как одноактные балеты «Вечер в таверне», «Ночь на Лысой горе», хореографическая картина «На катке», Еврейская сюита «Семейные радости», созданы при участии А. Гуся как дирижёра, аранжировщика, автора музыки и обработок фольклорного материала.
В 1994—2013 годах был дирижёром Московского театра «Новая опера» имени Е. В. Колобова. Дирижировал операми, балетами, театрализованными представлениями. Участвовал в записи компакт-диска «Хор Московского театра Новая Опера».
Преподавал в Российской академии музыки имени Гнесиных по классу баяна.
Скончался 18 октября 2023 года.

### Семья
- Дочь — пианистка Наталья Анатольевна Гусь (род. 1970), окончила Московскую музыкальную школу при Консерватории (1988). Лауреат конкурса им. П. Сарасате. Концертмейстер Московской консерватории имени П. И. Чайковского.

## Награды и звания
- Орден Почёта (22 января 1997 года) — за заслуги в области хореографического искусства и многолетнюю творческую деятельность[2].
- Народный артист РСФСР (18 февраля 1987 года) — за заслуги в области советского хореографического искусства[3].
- Заслуженный артист РСФСР (9 января 1978 года) — за заслуги в области советского музыкального искусства[4].
- Почётная грамота Президента Российской Федерации (25 января 2020 года) — за заслуги в развитии отечественной культуры и искусства, многолетнюю плодотворную деятельность[5].
- Благодарность Президента Российской Федерации (6 февраля 2007 года) — за заслуги в сохранении и развитии искусства народного танца, многолетнюю творческую деятельность[6].
- Почётная грамота Правительства Москвы (30 апреля 2004 года) — за заслуги в развитии отечественного музыкального искусства и в связи с 60-летием со дня рождения[7].
- Благодарность Министра культуры и массовых коммуникаций Российской Федерации (24 декабря 2004 года) — за большой личный вклад в развитие хореографического искусства[8]

## Творчество

### Работы в ансамбле
- Одноактные балеты «Вечер в таверне», «Ночь на Лысой горе».
- Хореографическая картина «На катке».
- Еврейская сюита «Семейные радости».

### Новая опера

#### Оперы
- «Христос» О. Респиги
- «Валли» А. Каталани
- «Евгений Онегин» П. И. Чайковского
- «Первая любовь» А. Головина
- «Сельская честь» П. Масканьи
- «Волшебная флейта» В. А. Моцарта
- «Паяцы» Р. Леонкавалло (музыкальный руководитель и дирижёр)
- «Искатели жемчуга» Ж. Бизе
- «Парад баритонов и басов» (гала-концерт)
- «Всё это — Опера!» (театрализованное представление)
- «Травиата» Дж. Верди — дирижер

#### Балеты
- «Шехеразада» Н. А. Римского-Корсакова
- «Болеро» М. Равеля
- «Половецкие пляски» А. П. Бородина

## Фильмография
- 2002 — Виллисы — дирижёр